# Adolf Beer (konstnär)
Carl Adolf Walfrid Beer, född 20 april 1856 i Stockholm, död 20 mars 1912 i Stockholm, var en svensk målare och tecknare.
Han var son till grosshandlaren och konsuln Georg Adolf Beer och Hedvig Walfrid Gunilla Bergström och bror till John Beer och farbror till Dick Beer. En annan bror till honom var farfar till kusinerna Gunhild "Puck" Beer och Allan Beer. En syster, Adelaide, 1848-1879, var gift med konstnären och skämttecknaren Carl Hellström. Han började först som sjökadett men tvingades avbryta sin militära bana på grund av en olyckshändelse. Beer studerade vid Konstakademien i Stockholm 1877-1879. Han medverkade i Opponenternas utställning i Stockholm hösten 1885 och i Göteborgsutställningen 1897 samt i utställningen Svenska slott och herresäten i Stockholm 1898. Hans konst i olja, teckning eller akvarell består av romantiskt uppfattade landskap, genrebilder och slottsbyggnader.